# Arquebisbat d'Òtranto

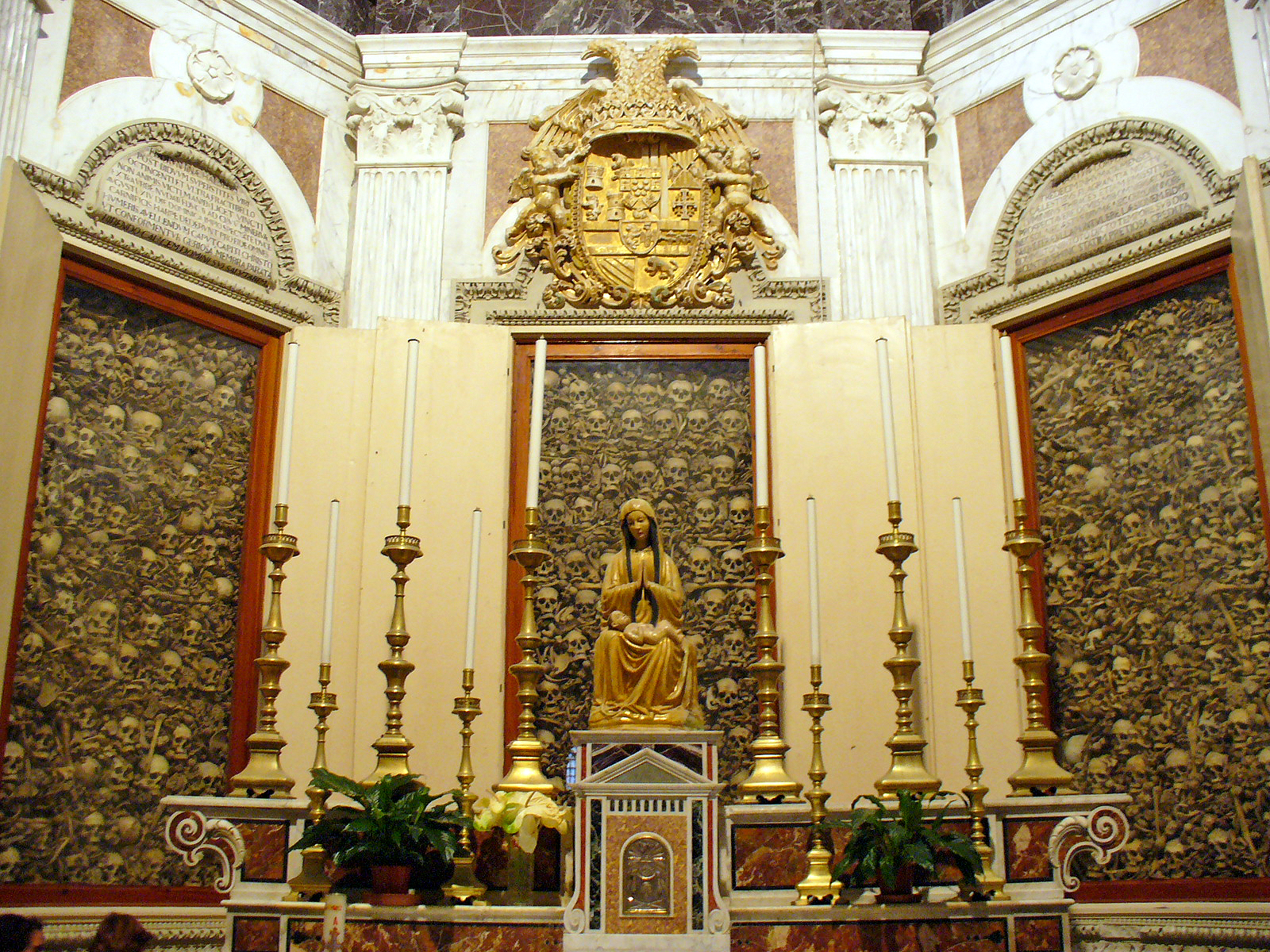
Interior de la catedral d'Òtranto

L'arquebisbat d'Òtranto  (italià: bisbat di Otranto; llatí: Archidioecesis Hydruntina) és una seu de l'Església catòlica, sufragània de l'arquebisbat de Lecce, que pertany a la regió eclesiàstica Pulla. El 2010 tenia 198.500 batejats d'un total de 199.500 habitants. Actualment està regida pel bisbe Donato Negro.

## Territori
La seu arxiepiscopal és la ciutat d'Òtranto, on es troba la catedral de Maria Santissima Annunziata.
El territori està dividit en 80 parròquies, agrupades en 7 arxiprestat:Calimera, Galatina, Martano, Maglie, Otranto, Poggiardo i Castro.

## Història
Segons la tradició, la comunitat cristiana d'Òtranto va ser fundada per l'apòstol Sant Pere, en el seu viatge a Roma, que va erigir un altar, que després serviria per a la construcció de l'antiga catedral.
Un dels primers bisbes de la diòcesi són: Pietro, que va rebre diverses cartes del papa sant Gregori el Gran, i que en 595 es va fer càrrec de les diòcesis vacants de Bríndisi, Lecce i Gallipoli; Andrea i Giovanni, present als sínodes romans del 649 i del 680; Marc Melodo, que va ser un dels signants del Concili de Constantinoble del 879 a favor de patriarca Foci i el primer a utilitzar el títol d'arquebisbe.
El Bisbe Pere II va ser el primer metropolità elevat a tal dignitat el 968 per l'emperador Nicèfor Focas per mitjà del Patriarca de Constantinoble Polieucte.
El bisbe Ugo, just després del sínode de Melfi del 1067, va obtenir del papa Alexandre II la jurisdicció sobre cinc diòcesis sufragànies: Castro, Ugento, Alessano, Gallipoli i Lecce.
El 1480 l'arquebisbe Stefano Argercolo Pendinelli va ser assassinat in odium fidei pels turcs, mentre que estava assegut al tron episcopal.
El 1818, durant la revisió de les diòcesis del Regne de les Dues Sicílies amb butlla De utiliori del Papa Pius VII, la província eclesiàstica d'Òtranto va quedar reduïda a tres sufragànies, Gallipoli, Lecce i Ugento, mentre que se suprimien les altres dues diòcesis: Alessano es va unir a Ugento, i el territori de Castro va ser annexat al d'Òtranto.
El 5 d'octubre de 1980 va ser el destí d'una peregrinació del Papa Joan Pau II per commemorar el cinquè centenari del martiri de l'arquebisbe Pendinelli i els 800 fidels d'Òtranto.
El 20 d'octubre de 1980, conservant el rang d'arxidiòcesi, va esdevenir sufragània de l'arquebisbat de Lecce.
Els arquebisbes d'Òtranto, conjuntament amb el seu títol també lluïen el de Gran Prior de la Secció de Salent de l'Ordre Eqüestre del Sant Sepulcre de Jerusalem. Aquest títol ha estat transferit a l'arquebisbe de Lecce. L'últim Gran Prior idruntí va ser Nicola Riezzo, i el primer de Lecce va ser Michele Mincuzzi.

## Cronologia episcopal
- Benedetto † (vers 431)[2]
- San Niceta † (454 - 467)

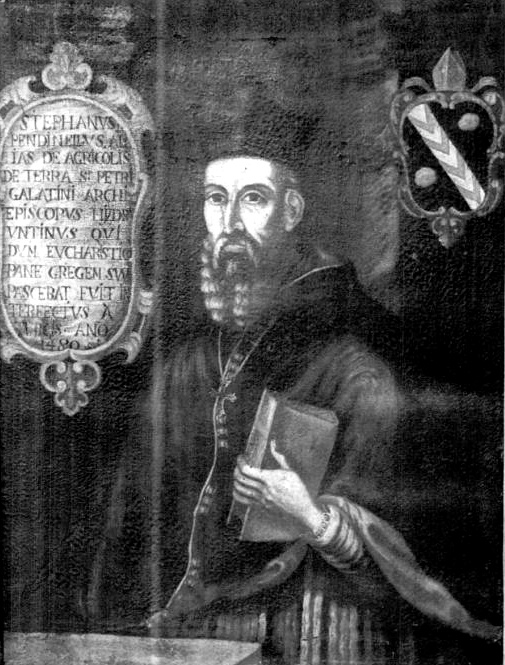
Stefano Argercolo Pendinelli, arquebisbe d'Òtranto (1451 - 1480)

- Pietro † (inicis de 595 - finals de 601)[3]
- Andrea † (643 - 655)
- Giovanni † (671 - 688)
- Marco Melodo † (citat all'879)
- Pietro II † (956 - 968)
- Anonimo † (citat el 1022 vers)
- Ippazio † (1054 - 1066)
- Ugo † (vers 1068 - finals de 1071)
- Guglielmo † (1080 - 1089)
- Bernardo † (citat el 1092)
- Anonimo † (citat el 1106)
- Pietro IV † (inicis de 1126 - finals de 1143)
- Girolamo † (citat el 1154)
- Gionata † (inicis de 1163 - finals de 1179)
- Lucio	† (1182 - 1185)
- Guglielmo † (1189 - 1195)
- Anonimo † (? - 30 de desembre de 1198 excomunicat)
- Tancredi degli Annibali † (1219 - 1223)
- Bernardo † (1223 - 1240)
- Giocondo Paladini † (vers 1240 - 1253)
- Matteo de Palma † (3 de maig de 1253 - 1282 mort)
  - Tancredo di Montefusco † (1282 - 1283) (bisbe electe)
- Giacomo † (19 d'agost de 1283 - d'agost de 1309 mort)
- Tommaso † (15 d'abril de 1310 - 1320 mort)
- Luca, O.P. † (30 de gener de 1321 - 1329 mort)
- Orso Minutolo † (23 de gener de 1329 - 27 de juny de 1330 nomenat arquebisbe de Salern)
- Giovanni, O.P. † (27 de juny de 1330 - 1345 mort)
- Rinaldo (o Reginaldo) † (12 de desembre de 1345 - 4 de gener de 1351 nomenat arquebisbe de Patrasso)
- Filippo di Lanzano † (20 de maig de 1351 - 1363 nomenat arquebisbe de Càpua)[4]
- Giacomo d'Itri † (20 de desembre de 1363 - 18 de gener de 1376 nomenat patriarca titular de Costantinoble dels Llatins)
  - Giacomo d'Itri † (18 de gener de 1376 - 6 de novembre de 1378 excomunicat)[5] (administrador apostòlic)
- Obediència avinyonesa:
  - Guglielmo da Urbino, O.F.M. † (15 de gener de 1379 - 1393 mort) (administrador apostòlic)[6]
  - Riccardo † (29 de març de 1393 - ?)
- Obediència romana:
  - Tirello † (1380 - ?)
  - Pietro † (1382 - 12 d'abril de 1389 nomenat arquebisbe de Tàrent)
  - Giovanni † (25 de gener de 1390 - ?)
  - Filippo † (16 d'abril de 1395 - 1417 mort)
- Aragonio Malaspina † (23 de febrer de 1418 - 1424 mort)
- Nicolò Pagano † (1 de desembre de 1424 - 1451 mort)
- Stefano Argercolo Pendinelli † (16 de juny de 1451 - 1 d'agost de 1480 mort)
- Serafino da Squillace, O.F.M. † (20 d'octubre de 1480 - 1514 mort)
- Giovanni Giacomo Dino, O.F.M. † (1514 - 1514 mort)
- Fabrizio Di Capua † (29 de març de 1514 - 1526 dimití)
  - Alessandro Cesarini † (9 d'abril de 1526 - 22 de març de 1536 dimití) (administrador apostòlic)
- Pietro Antonio Di Capua † (22 de març de 1536 - 1579 mort)
- Pedro Corderos † (21 d'octubre de 1579 - 1585 mort)
- Marcello Acquaviva † (25 de febrer de 1587 - 1606 dimití)
- Lucio (de) Morra † (20 de novembre de 1606 - 1623 mort)
- Diego Lopez de Andrada, O.E.S.A. † (20 de novembre de 1623 - 22 d'agost de 1628 mort)
  - Fabrizio degli Antinori † (1630 - 13 de novembre de 1630 nomenat bisbe de Siracusa) (bisbe electe)
- Gaetano Cossa, C.R. † (7 de maig de 1635 - 1655 mort)
- Gabriel Adarzo de Santander, O. de M. † (24 de setembre de 1657 - d'abril de 1674 mort)
- Ambrogio Maria Piccolomini, O.S.B.Oliv. † (27 de maig de 1675 - vers 1682 mort)
- Ferdinando de Aguinar y Saavedra † (24 d'abril de 1684 - de desembre de 1689 mort)
- Francesco Maria d'Aste † (22 de maig de 1690 - 12 de juliol de 1719 mort)
- Michele Orsi † (2 de març de 1722 - de juny de 1752 mort)
- Marcello Papiniano Cusano † (12 de març de 1753 - 11 de febrer de 1754 nomenat arquebisbe de Palerm)
- Nicolò Caracciolo, C.R. † (1 d'abril de 1754 - 23 de setembre de 1766 dimití)
- Giulio Pignatelli, O.S.B. † (16 de febrer de 1767 - 20 de juny de 1784 dimití)
  - Sede vacante (1784-1792)
- Vincenzo Maria Morelli † (27 de febrer de 1792 - 22 d'agost de 1822 mort)
- Andrea Mansi, O.F.M. † (6 d'abril de 1818 - 1 de març de 1832 mort)
- Vincenzo Andrea Grande † (20 de gener de 1834 - 13 de febrer de 1871 mort)
- Giuseppe Caiazzo, O.S.A. † (23 de desembre de 1872 - 25 de juliol de 1883 mort)
- Rocco Cocchia, O.F.M.Cap. † (9 d'agost de 1883 - 23 de maig de 1887 nomenat arquebisbe de Chieti)[7]
  - Domenico Cocchia, O.F.M.Cap. † (8 d'agost de 1884 - 23 de maig de 1887 nomenat bisbe de Ascoli Satriano-Cerignola) (administrador apostòlic)
- Salvatore Maria Bressi, O.F.M.Cap. † (23 de maig de 1887 - 23 de gener de 1890 mort)
- Gaetano Caporali, C.Pp.S. † (23 de juny de 1890 - 23 de novembre de 1911 mort)
- Giuseppe Ridolfi † (10 d'agost de 1912 - 12 d'agost de 1915 dimití)
- Carmelo Patané † (11 de gener de 1918 - 7 de juliol de 1930 nomenat arquebisbe de Catània)
- Cornelio Sebastiano Cuccarollo, O.F.M.Cap. † (24 d'octubre de 1930 - 10 de juliol de 1952 jubilat)
- Raffaele Calabria † (10 de juliol de 1952 - 12 de juliol de 1960 nomenat arquebisbe coadjutor de Benevent)
- Gaetano Pollio, P.I.M.E. † (8 de setembre de 1960 - 5 de febrer de 1969 nomenat arquebisbe de Salern)
- Nicola Riezzo † (28 d'abril de 1969 - 27 de gener de 1981 jubilat)
- Vincenzo Franco (27 de gener de 1981 - 8 d'abril de 1993 jubilat)
- Francesco Cacucci (8 d'abril de 1993 - 3 de juliol de 1999 nomenat arquebisbe de Bari-Bitonto)
- Donato Negro, des del 29 d'abril de 2000

## Estadístiques
A finals del 2004, la diòcesi tenia 197.042 batejats sobre una població de 198.042 persones, equivalent al 99,5% del total.
| any  | població | població | població | sacerdots | sacerdots       | sacerdots       | sacerdots             | diaques | religiosos | religiosos | parroquies |
| ---- | -------- | -------- | -------- | --------- | --------------- | --------------- | --------------------- | ------- | ---------- | ---------- | ---------- |
| any  | batejats | total    | %        | total     | clergat secular | clergat regular | batejats por sacerdot | diaques | homes      | dones      |            |
| 1950 | 187.937  | 187.941  | 100,0    | 172       | 142             | 30              | 1.092                 |         | 43         | 231        | 59         |
| 1970 | 189.370  | 189.400  | 100,0    | 143       | 106             | 37              | 1.324                 |         | 47         | 300        | 65         |
| 1980 | 198.000  | 198.046  | 100,0    | 138       | 111             | 27              | 1.434                 |         | 36         | 241        | 67         |
| 1990 | 202.800  | 203.300  | 99,8     | 143       | 113             | 30              | 1.418                 |         | 35         | 249        | 80         |
| 1999 | 198.468  | 198.968  | 99,7     | 143       | 114             | 29              | 1.387                 |         | 32         | 228        | 80         |
| 2000 | 197.000  | 197.500  | 99,7     | 144       | 115             | 29              | 1.368                 |         | 32         | 228        | 80         |
| 2001 | 196.000  | 196.500  | 99,7     | 142       | 115             | 27              | 1.380                 |         | 30         | 225        | 80         |
| 2002 | 198.468  | 198.968  | 99,7     | 144       | 116             | 28              | 1.378                 |         | 32         | 218        | 80         |
| 2003 | 196.042  | 198.042  | 99,0     | 146       | 118             | 28              | 1.342                 | 5       | 36         | 216        | 80         |
| 2004 | 197.042  | 198.042  | 99,5     | 145       | 117             | 28              | 1.358                 | 5       | 32         | 208        | 80         |